# Amerikansk travare

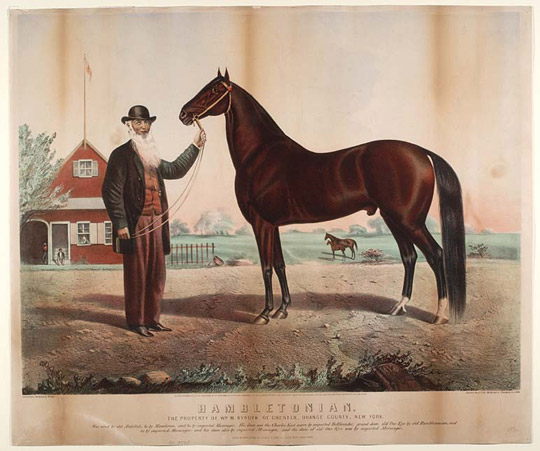
Illustration från 1866 föreställande den amerikanska travarens stamfader Hambletonian 10.

Amerikansk travare eller Amerikansk standardhäst (en: American Standardbred, American Pacer) är en hästras utvecklad i USA till travsport men även ridning. Alla amerikanska travarhästar härstammar från den engelska fullblodshingsten Messenger som importerades till USA under slutet av 1700-talet. Den amerikanska travaren är olik alla andra travraser i världen eftersom de flesta av dessa hästar även är passgångare, vilket innebär samma sidas benpar rör sig parallellt, i stället för endast diagonaltravare som de flesta hästraser i världen är. Det amerikanska namnet Standardbred kommer ifrån 1879 då man satte en standard för att hästarna skulle få tas med i stamboken. 

## Historik
I USA började man planera avel av travhästar under mitten av 1700-talet då många hästägare ofta hamnade i bråk med varandra och tävlade med sina hästar och vagnar genom städernas gator, något som var mycket farligt för allmänheten. Att avla fram hästar speciellt lämpade för travsport skulle få bort de livsfarliga tävlingarna, samt utveckla en häst som kunde mäta sig med de mycket berömda ryska Orlovtravarna och den engelska Norfolktravaren. 
År 1788 importerades Messenger, en engelsk fullblodshingst född år 1780 som hade haft framgångar inom galoppsporten i England. Det engelska fullblodet hade precis utvecklats och många av fullbloden hade travarlinje i sig genom Norfolktravaren som använts i utvecklingen. Messenger fick betäcka en rad olika ston av olika raser, bland annat Morganhästar, kanadensiska pacers och Narragansett pacer. De båda pacer-raserna hade sina rötter både i spanska passgångare kallade Jennethästar som förts in i USA med conquistadorerna efter upptäckten av Amerika samt även engelska passgångare. 
Messenger stod som avelshingst i 20 år i både Pennsylvania, New York och New Jersey innan han dog 1808, 28 år gammal. Men hans sonsonson Hambletonian 10, född 1849 skulle ta över tronen som präglare på den amerikanska travaren. Messengers sonson Abdallah var far till Hambletonian och mamman var ett amerikanskt sto vid namn Charles Kent Mare som var dotter till Bellfounder som i sin tur var en direkt ättling till den mest framträdande Norfolktravaren Old Shales. 
Hambletonian var inte speciellt vacker men riktigt stark och även om han aldrig tävlade blev han klockad på bana under ett provlopp och travade en engelsk mile på 2 minuter och 48,5 sekunder. Det amerikanska namnet "Standardbred" kommer från ett standardkrav beträffande hastigheten på en engelsk mile (1609 m) för deltagande i tävlingar. Kravet är engelska milen på två minuter och 30 sekunder. 
Hambletonian avlade fram inte mindre än 1 335 föl mellan 1851 och 1875 och alla dagens amerikanska travare kan gå tillbaka till Hambletonian och Messenger genom Hambletonians söner George Wilkes (född 1856), Dictator (född 1863), Happy Medium (1863) och Electioneer (född 1868). Travsporten började organisera sig i USA under 1870-talet med bildandet av "National Trotting Association" år 1871 och senare bildades även American Trotting Association år 1887 men dessa slogs senare ihop till en förening, "United States Trotting Association". 1871 startades även stamboken för den amerikanska travaren som kallades "Standard Bred Sires and Dams". Förr testade man hästarna genom att de fick löpa en engelsk mil inom standardtiden innan de fick ställa upp i ett officiellt travlopp. Idag ligger denna standard på 2 minuter och 22 sekunder. 
Den amerikanska travaren ligger numera i grunden för de flesta travhästar i världen och är även den vanligaste travaren inom svensk travsport. De hästar som härstammar från Narragansett Pacern är passgångare. Passgångarna var populärast i västra och södra USA, då främst Ohio, Indiana, Kentucky och Tennessee medan travarna var populärare i östra delen av landet. 1897 slogs banrekordet på två minuter av en passgångare vid namn Star Pointer. Idag anordnas särskilda lopp för passgångare då dessa inte tillåts i travsporten.

## Egenskaper

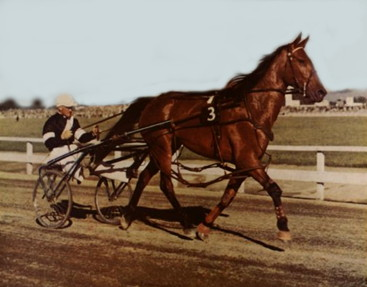
De amerikanska travarna är vanliga inom travsporten och många av hästarna är passgångare, till exempel Cardigan Bay från Nya Zeeland som var framgångsrik under slutet av 1950-talet.

Standardtravaren är en mellan 155 och 170 cm hög (mankhöjd), muskulös fullblodstyp med lång kropp och något kortare ben än galopphästen. Bogarna är kraftiga och bringan djup och bred. Benen och fötterna är järnhårda och den har en stor styrka och uthållighet, vilket är ett krav på hästarna som utsätts för stor påfrestning på travbanorna. Huvudet är ofta något oädelt och relativt stort och långt med konvex nosprofil. Halsen är lång, platt och rak. 
Hästarna är oftast brun, svart eller fux men även skimmel kan i sällsynta fall förekomma. Huvudet är inte lika ädelt som hos de engelska fullbloden, utan mycket tyngre och större, men ändå vackert och välformat med rak nosprofil. Korset är kraftigt och högt för att ge extra skjuts med bakbenen. Ryggen är lång och båldjupet kraftigt. 
Till skillnad från andra travhästar springer en del amerikanska travare i passgång, en gångart som är mycket lik den vanliga diagonaltraven men där samma sidas benpar rör sig parallellt, medan hästens benpar rör sig diagonalt i vanlig trav. De hästar som härstammar från Narragansett Pacer är passgångare och kallas oftast American Pacers, medan travhästarna kallas Standardbred och rör sig i vanlig trav. Passgångarna får dock inte tävlas i vanliga travlopp. Istället anordnar man speciella passgångslöp i USA för passgångarna. 
Många amerikanska travhästar blir även utmärkta ridhästar inom all slags ridsport.